# Pseudoclausia giesbrechti
Pseudoclausia giesbrechti – gatunek widłonoga z rodziny Clausiidae.
Jako pierwszy osobniki tego gatunku opisał i zilustrował w 1893 roku pruski zoolog Wilhelm Giesbrecht, jednak błędnie zidentyfikował je jako Clausia lubbockii. W 1960 roku francuski zoolog Charles Bocquet i holenderski zoolog Jan Hendrik Stock zauważyli, że osobniki opisane przez Giesbrechta reprezentują nowy, nieznany dotąd gatunek i nazwali go Pseudoclausia giesbrechti, czyniąc go gatunkiem typowym nowego rodzaju Pseudoclausia. Miejsce typowe to La Spezia (Zatoka Genueńska, Włochy).